# Phlebopus silvaticus
Phlebopus silvaticus är en svampart som beskrevs av Heinem. 1951. Phlebopus silvaticus ingår i släktet Phlebopus och familjen Boletinellaceae.   Inga underarter finns listade i Catalogue of Life.